# 科利尤尔
科利尤尔（法語：Collioure，法語發音：[kɔljuʁ] ⓘ），又称科利乌尔，是法国东比利牛斯省的一个市镇，位于该省东部，属于塞雷区。

## 地理
科利尤尔（42°31'32"N, 3°4'51"E）面积13.02 平方千米，位于法国奧克西塔尼大區东比利牛斯省，该省份为法国大陆部分最南部的省份，涵盖了北加泰罗尼亚，北起奥德省，西接阿列日省和安道尔，南与西班牙接壤，东临地中海。
与科利尤尔接壤的市镇（或旧市镇、城区）包括：滨海巴纽尔斯、旺德尔港、滨海阿热莱斯。

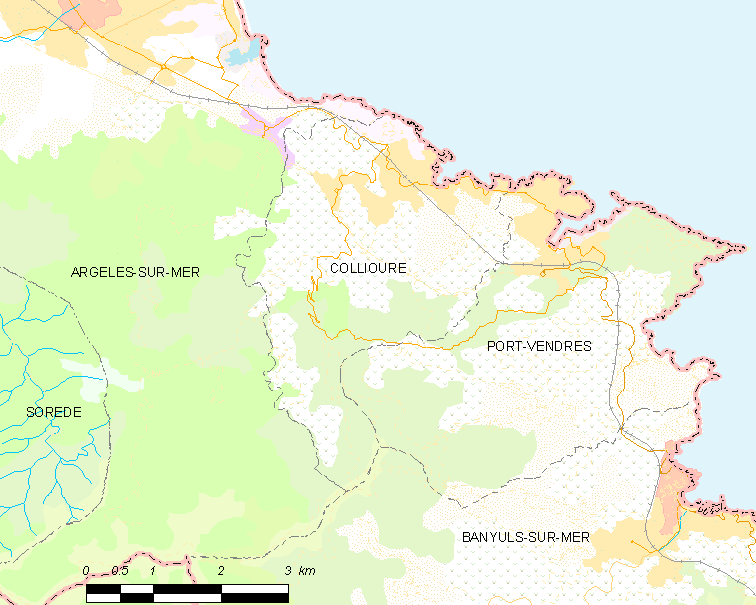
科利尤尔的OSM定位图

科利尤尔的时区为UTC+01:00、UTC+02:00（夏令时）。

## 行政
科利尤尔的邮政编码为66190，INSEE市镇编码为66053。

## 政治
科利尤尔所属的省级选区为朱红海岸县。

## 人口

1962-2008年间科利尤尔人口变化图示

科利尤尔于2022年1月1日时的人口数量为2637人。